# Rio Guadiana
O Guadiana perto de Serpa
O rio Guadiana é um rio da Península Ibérica que nasce a uma altitude de cerca de 1 700 m, nas lagoas de Ruidera, na província espanhola de Cidade Real, renasce nos Ojos del Guadiana e desagua no oceano Atlântico (mais precisamente no golfo de Cádis), entre a cidade portuguesa de Vila Real de Santo António e a espanhola de Ayamonte. Com um curso total de 829 km, é o quarto mais longo da Península Ibérica. A bacia hidrográfica tem uma área de 67 700 km², situada, em grande parte, em Espanha (cerca de 55 000 km²).
Percorre a Meseta Sul na direção leste-oeste e, perto da cidade espanhola de Badajoz, toma o rumo sul até à foz. O Guadiana faz fronteira entre Portugal e Espanha, desde o rio Chança até à foz. No troço entre o rio Caia e a ribeira de Cuncos a fronteira não está demarcada devido ao litígio fronteiriço de Olivença, entre a ribeira de Olivença e a ribeira de Táliga.
O Guadiana é navegável até Mértola numa distância de 68 km. No seu curso português foi construída a Barragem de Alqueva, na região do Alentejo, que criou o maior lago artificial da Europa.
Os seus principais afluentes são, pela margem direita: Záncara, Ciguela, Bullaque, Degebe e a Ribeira do Vascão. Pela margem esquerda são afluentes principais o Guadiana Alto, Azuer, Jabalón, Zújar, Matachel, Ardila e o Chança.

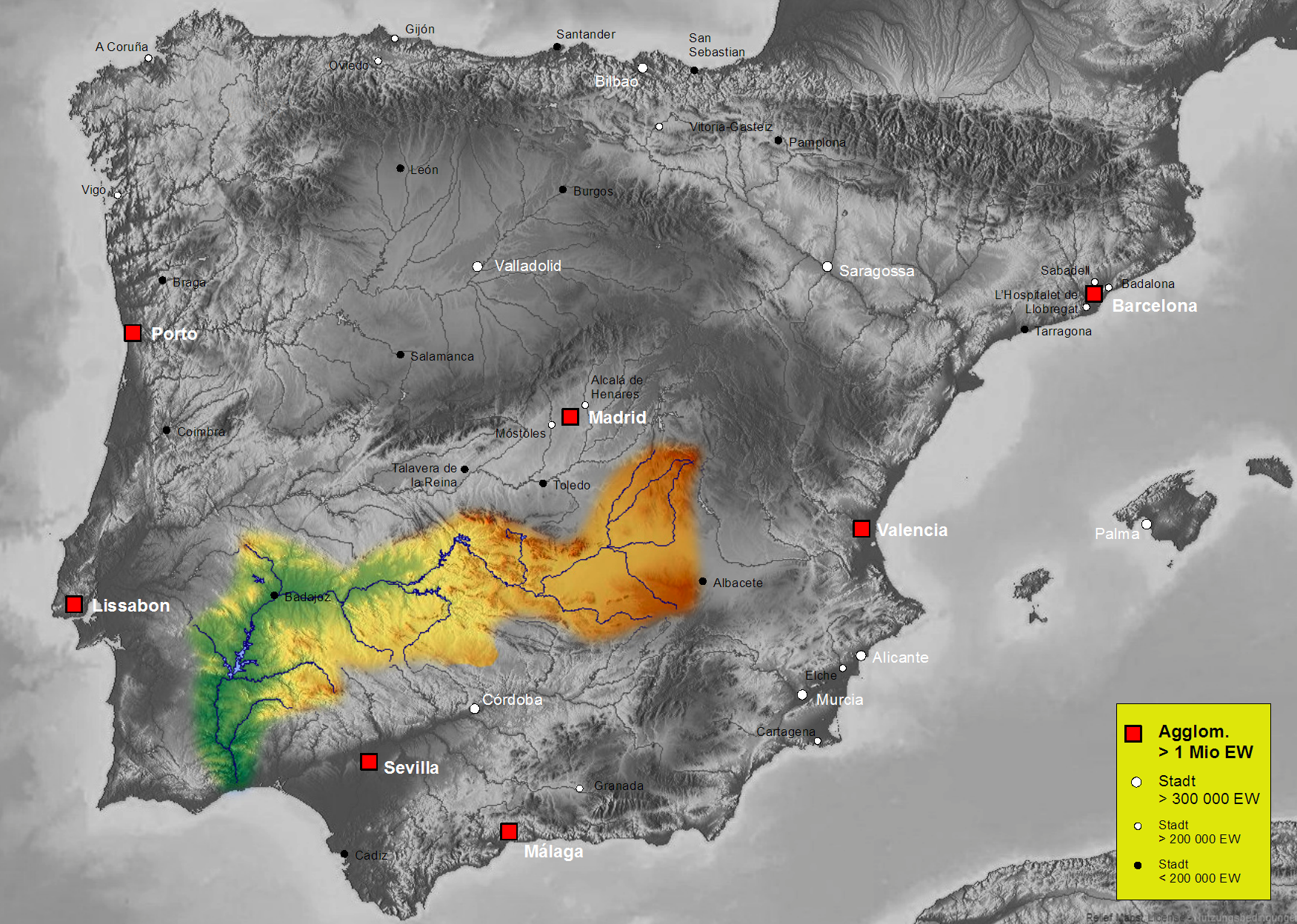
Mapa físico da bacia hidrográfica do Guadiana

## Etimologia
Os romanos chamavam-lhe Anas  que pode significar "dos patos", ou pode ser a partícula an que em celtibero significava água ou rio. Os mouros juntaram uádi (a palavra árabe para "rio") sendo então o Uádi Ana, passando ao português como Ouadiana e, mais tarde ainda para Odiana. Porém, desde o século XVI que, por influência castelhana, foi ganhando terreno a forma Guadiana (cognata de outros nomes árabes designando rios e que passaram ao castelhano com a forma inicial guad, como Guadalquivir, Guadalete, Guadalajara ou Guadarrama), sendo, hoje em dia, a forma consagrada.

## Generalidades

Mapa do rio

É considerado como rio na comunidade autónoma de Castela-Mancha (Espanha), na fonte dos Ojos del Guadiana, situada no município de Villarrubia de los Ojos (província de Ciudad Real), a 608 m de altitude.
Um dos rios que convergem na sua cabeceira é o Guadiana Alto, identificado toponímica e tradicionalmente como o troço superior do Guadiana. Porém, em termos hidrogeológicos não será assim, sendo habitual determinar o percurso desta corrente dentro do comprimento total do Guadiana. Este troço segue desde Viveros (Albacete), onde se origina o Guadiana Alto, até Argamasilla de Alba (província de Ciudad Real), onde a sua corrente superficial desaparece por infiltração no subsolo.
Contabilizando este percurso, com cerca de 76 km, o Guadiana percorre uma distância total de 818 km, dos quais 578 km correspondem a território espanhol, 140 km a português e 100 km à zona fronteiriça. A sua bacia hidrográfica tem 67 733 km², sendo 81,9% em Espanha (55 513 km²) e 17,1% em Portugal (11 620 km²).
Na Espanha percorre três comunidades autónomas: (Castela-Mancha, Estremadura e Andaluzia), através das províncias de Ciudad Real, Badajoz e Huelva, às quais há que adicionar a de Albacete, se se considerar o troço inicial do Guadiana Alto. Em Portugal, atravessa as regiões do Alentejo e Algarve, nos distritos de Portalegre, Évora, Beja e Faro.
As maiores cidades por onde passa são as espanholas Mérida e Badajoz, na Estremadura. Também passa no município de Ciudad Real (Castela-Mancha), mas não no centro urbano.
O Guadiana forma no seu curso baixo, já em território português, a maior albufeira da Europa. A albufeira de Alqueva ocupa 250 km² e tem uma capacidade de armazenamento de 4150 hm³.
O rio desagua no Golfo de Cádis, entre Ayamonte e Vila Real de Santo António, formando um pequeno estuário e uma zona de pântanos associada (Marismas de Isla Cristina em Espanha e a Reserva Natural do Sapal de Castro Marim e Vila Real de Santo António em Portugal). É navegável no troço final, em cerca de 70 km.

## Cabeceira
Não há consenso na identificação de qual seja o ponto preciso onde nasce o Guadiana. A teoria mais clássica e talvez mais discutível, provém de Plínio, o Velho. A sua hipótese era que o rio nascia nas lagunas de Ruidera e que se dividia em dois grandes troços, o Guadiana Alto ou Guadiana Velho e o Guadiana propriamente dito, separados entre si por um leito de rio subterrâneo.
A lenda de um rio que desaparece e reaparece sobreviveu até ao século XX. Ainda agora se toma como referência em determinados artigos e manuais, além da tradição popular.
No entanto, não existe nenhum leito subterrâneo, como também não parece defensável que sejam as lagunas de Ruidera o ponto de origem do Guadiana. De um ponto de vista hidrogeológico, também é discutível identificar o Guadiana Alto como o troço superior do Guadiana.
Os históricos desencontros sobre o nascimento do Guadiana estão resolvidos por completo, pela consideração não de um ponto concreto de origem, mas de uma cabeceira composta pela confluência de vários rios, ribeiros e aquíferos. Entre eles, destacam-se os rios Ciguela, Záncara e Guadiana Alto ou Guadiana Velho, e o Aquífero 23 ou da Mancha Ocidental.
O Guadiana Alto seria assim uma das muitas correntezas que dão lugar ao Guadiana, a partir da sua cabeceira, e não o Guadiana propriamente dito.

### Rios Ciguela e Záncara

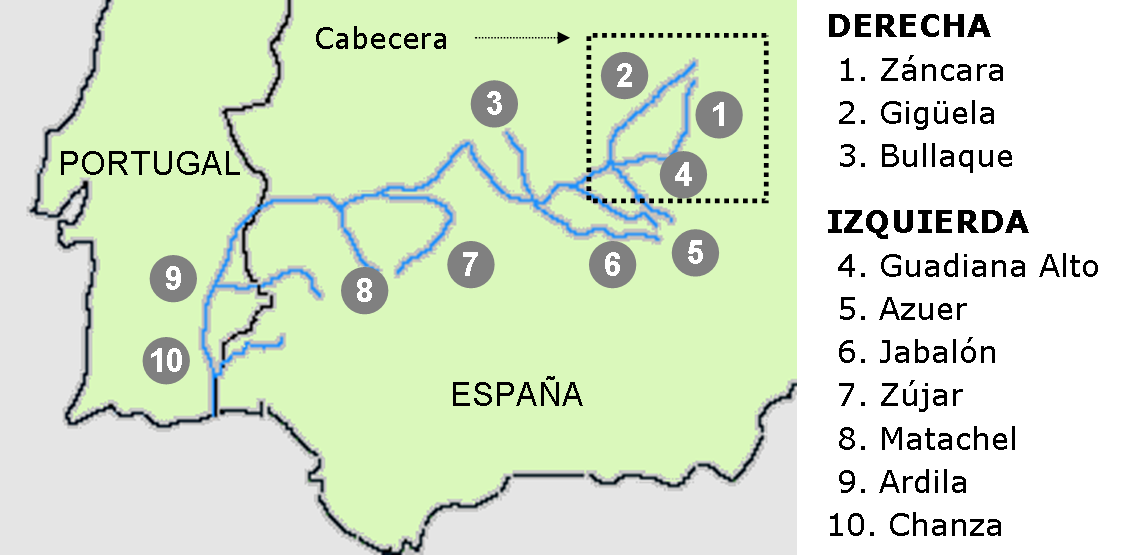
Principais afluentes do Guadiana

No contexto da confusão existente sobre o nascimento do Guadiana, uma das teorias que mais vingaram foi a de situar a sua origem na confluência do Rio Ciguela com o seu principal afluente, o Záncara, que ocorre perto de Ojos del Guadiana. Ambas as correntes são hoje consideradas como parte integrante da cabeceira deste rio, portanto decisivas para a sua configuração como curso, mas não a sua exacta origem.
O Rio Ciguela nasce nos Altos de Cabreras (Cuenca), pertencentes ao Sistema Ibérico, a 1 080 m de altitude. Tem um percurso de 225 km de comprimento, ao longo dos quais recebe contribuição do Rio Jualón, Rio Torrejón, Rio Riánsares, Rio Amarguillo e Záncara. Este último procede das proximidades da Sierra de Altomira (Cuenca e Guadalajara).
A união do Ciguela com o Záncara permite o abastecimento de água das Tablas de Daimiel, conjunto de zonas húmidas declarado parque nacional espanhol em 1973 e situado nos municípios de Villarrubia de los Ojos e Daimiel, na província de Ciudad Real.
Ambos os rios fluem em sentido norte-sul e apresentam um regime hidrológico muito irregular, claramente dependente da variação de chuvas. Percorrem terrenos pouco permeáveis, assentados sobre argilas e margas, que favorecem a permanência do curso. A sobre-exploração agrícola de que têm sido alvo nos últimos tempos debilita seriamente o seu caudal.

## Jacinto-de-água
Desde 2004, já se investiram milhões para retirar cerca de 300 mil toneladas desta planta infestante, o jacinto-de-água, mas a sua proliferação persiste.
Ao longo dos últimos oito anos já foram extraídas mais de 293 toneladas da planta invasora que obrigou ao dispêndio de uma verba superior a 23 milhões de euros, sem que tivesse sido reduzida a sua proliferação.
A sua extracção, aliada à colocação de barreiras no rio, impediu que o jacinto-de-água tivesse chegado às zonas de regadio tanto na Extremadura como nos sistemas de rega alimentados a partir de Alqueva.
Contudo, a ameaça subsiste e obriga ao reforço das barreiras que a CHG colocou no rio Guadiana para impedir que a planta seja levada pela corrente do rio. Já foram detectadas situações em que a pressão desta invasora acabou por danificar as redes que sustêm o seu avanço.

## Peixes
No rio Guadiana existem 11 espécies de peixes autóctones e 11 espécies exóticas.

## Galeria de imagens

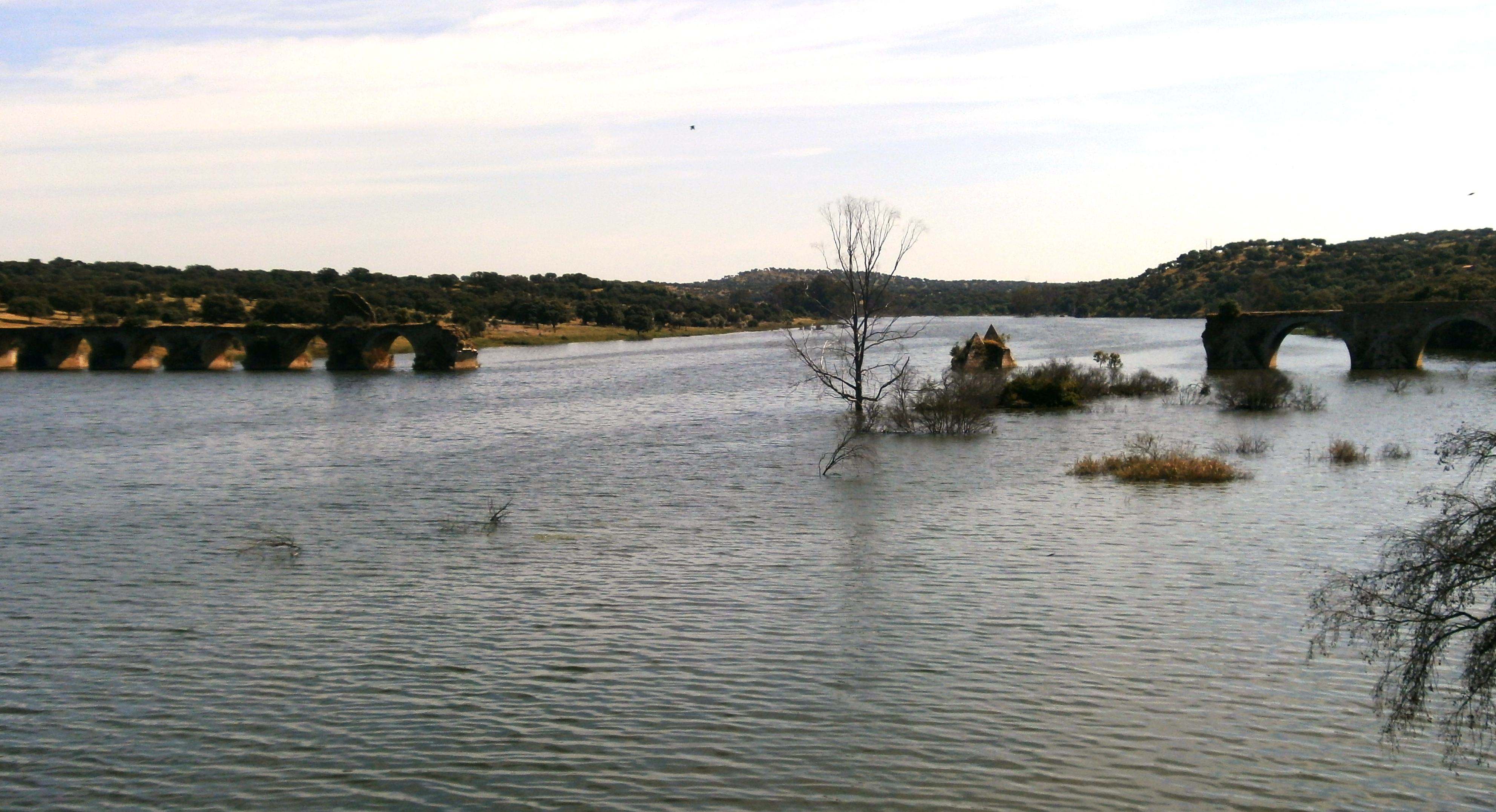
Antiga Ponte da Ajuda, vista da nova ponte
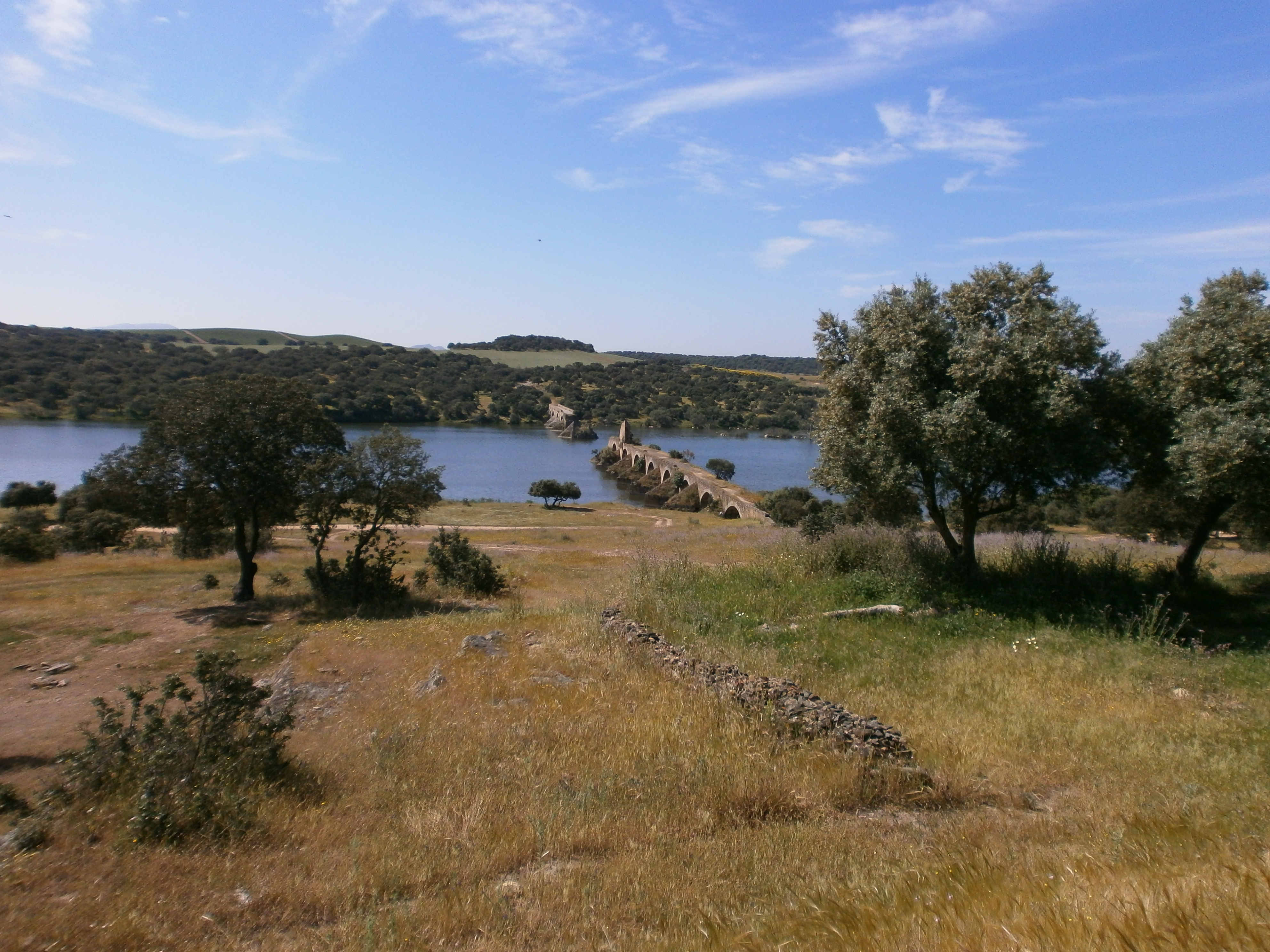
Antiga Ponte da Ajuda, vista de Olivença
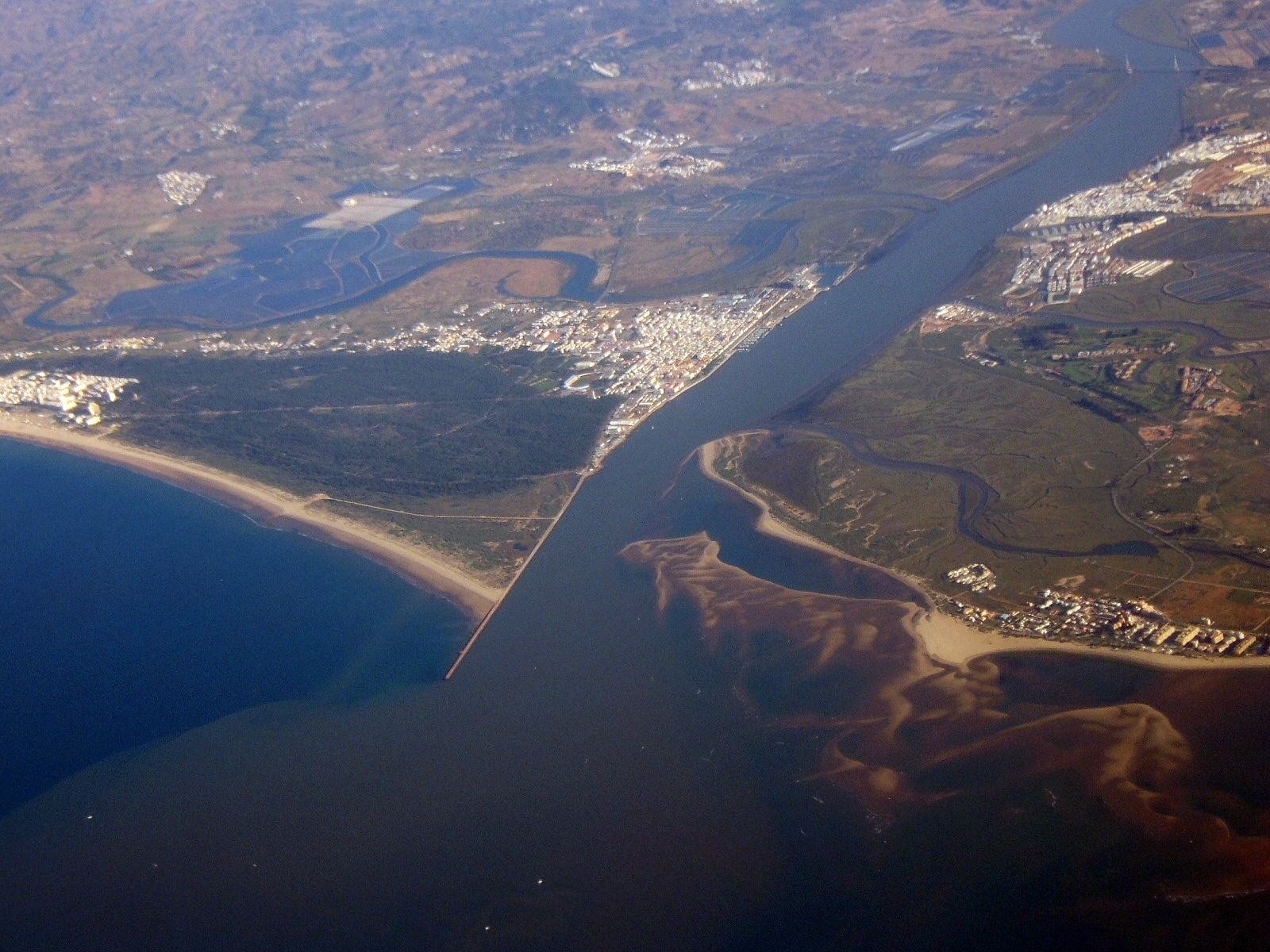
Vista aérea do estuário do rio para o oceano Atlântico